# Dignitas Personae
Dignitas Personae, publiée en 2008 est la nouvelle instruction romaine de la Congrégation pour la doctrine de la foi sur « certaines questions de bioéthique ». Elle se veut une actualisation de l'instruction romaine précédente, Donum Vitae, qui datait de 1987. Par là, elle donne l'avis de l'Église sur plusieurs sujets :
- avortement ;
- procréation médicalement assistée ;
- euthanasie.

Elle a été écrite par le cardinal William Levada, préfet de la congrégation pour la doctrine de la Foi, et son secrétaire Luis Ladaria Ferrer et approuvée par le Pape Benoît XVI le 21 juin 2008. C'est un document fondamental pour l'éthique de l'Église catholique romaine, notamment pour l'assistance médicale à la procréation.